# Interferometria de Longa Linha de Base

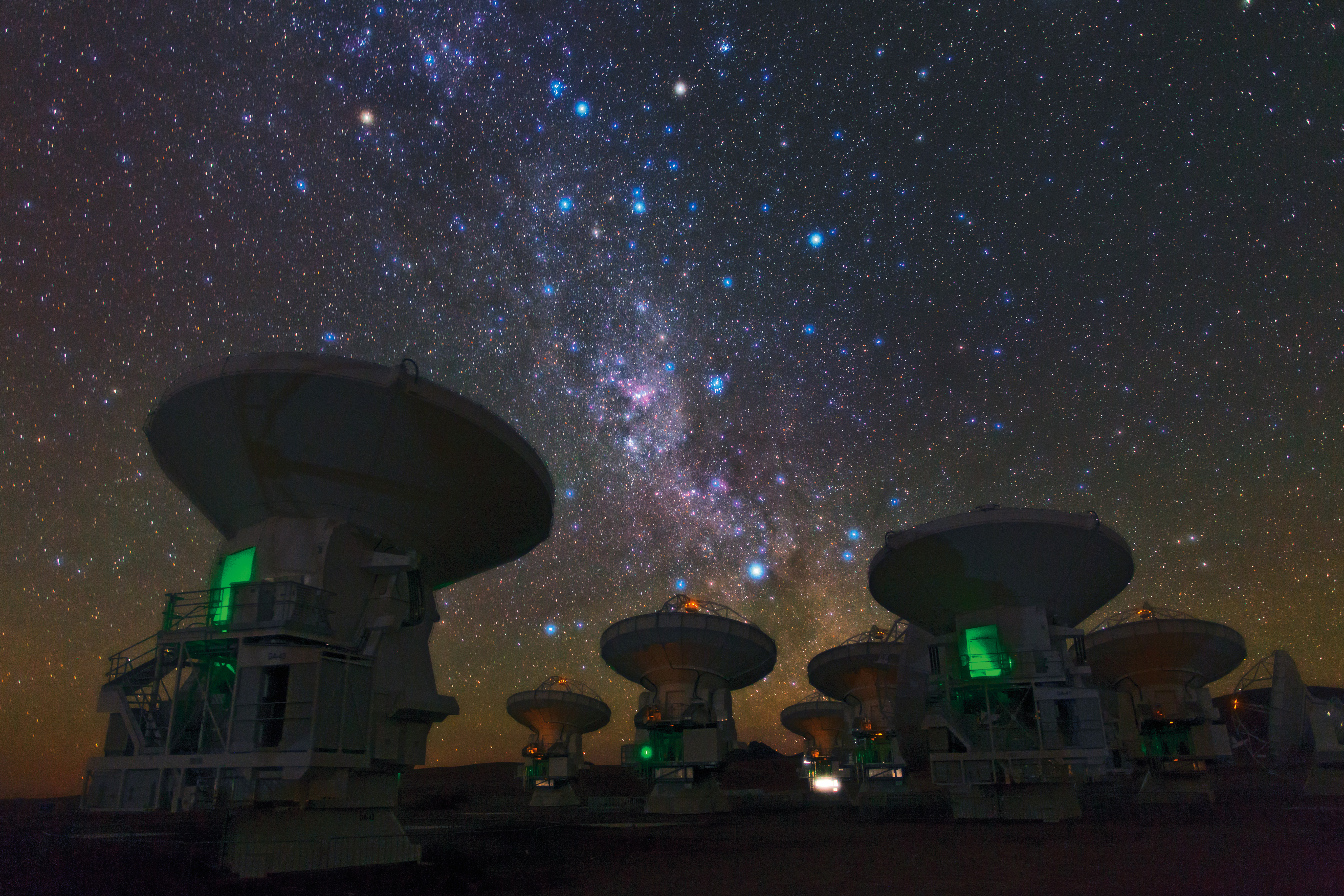
Alguns dos radiotelescópios do Atacama Large Millimeter Array.

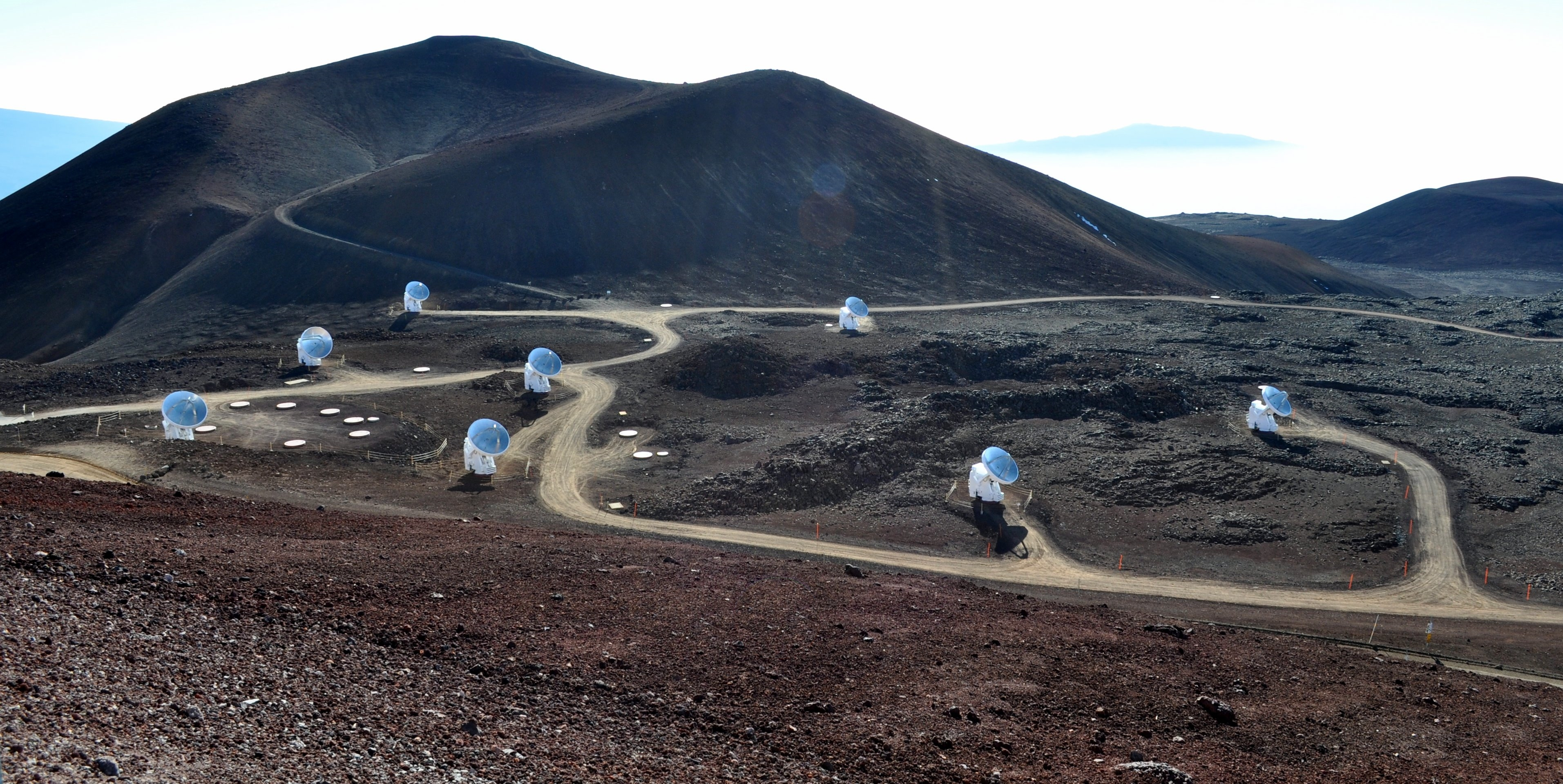
Os oito radiotelescópios do Smithsonian Submillimeter Array, localizados nos Observatórios de Mauna Kea no Havaí.

Interferometria de Longa Linha de Base (VLBI -  sigla em inglês) é um tipo de interferometria astronômica usada na radioastronomia. No VLBI, um sinal de uma fonte de rádio astronômica, como um quasar, é coletado em vários radiotelescópios na Terra. A distância entre os radiotelescópios é então calculada usando a diferença de tempo entre as chegadas do sinal de rádio em diferentes telescópios. Isso permite que as observações de um objeto que são feitas simultaneamente por muitos radiotelescópios para ser combinado, emulando um telescópio com um tamanho igual à máxima separação entre os telescópios.
Os dados recebidos em cada antena na matriz incluem tempos de chegada a partir de um relógio atômico local. Em um momento posterior, os dados são correlacionados com dados de outras antenas que gravaram o mesmo sinal de rádio, para produzir a imagem resultante. A resolução atingível por interferometria é proporcional à frequência de observação. A técnica VLBI permite que a distância entre telescópios seja muito maior do que a possível com a interferometria convencional, que requer antenas fisicamente conectadas por cabo coaxial, guia de ondas, fibra ótica ou outro tipo de linha de transmissão.
O VLBI é mais bem conhecido por criar imagens de fontes de rádio cósmicas distantes, pelo rastreamento de espaçonaves e para aplicações em astrometria. No entanto, uma vez que a técnica VLBI mede as diferenças de tempo entre a chegada de ondas de rádio em antenas separadas, também pode ser usada "em reverso" para realizar estudos de rotação da Terra, para mapear movimentos de placas tectônicas muito precisamente (em milímetros) e executar outras tipos de geodesia. A utilização de VLBI desta forma requer um grande número de medições de diferença de tempo de fontes distantes (tais como quasares) observadas com uma rede global de antenas durante um período de tempo.